# Prisen hun betalte
Prisen hun betalte (originaltitel Schicksal) er en tysk stumfilm fra 1925 instrueret af Felix Basch.

## Medvirkende
- Lucy Doraine som Yvonne
- Conrad Veidt as som L. M. Vranna
- Lia Eibenschütz som Heddy
- Hilde Radney som Ria Verene
- Paul Bildt som Martin
- Willy Kaiser-Heyl
- Rolf Loer som Frederick Holm
- Hadrian Maria Netto som Jockey B. Craddock